# Kostilkovo, Haskovo
Kostilkovo (în bulgară Костилково) este un sat în comuna Ivailovgrad, regiunea Haskovo,  Bulgaria. 

## Demografie
Componența etnică a satului Kostilkovo
     Bulgari (100%)
     Nicio identificare (0%)
     Altele (0%)
La recensământul din 2011, populația satului Kostilkovo era de 5 locuitori. Din punct de vedere etnic, toți locuitorii erau bulgari.